# Treron seimundi
Il piccione verde culgiallo o piccione verde codalunga ventrebianco (Treron seimundi Robinson, 1910) è un uccello della famiglia dei Columbidi diffuso nel Sud-est asiatico.

## Tassonomia
Comprende le seguenti sottospecie:
- T. s. modestus (Delacour, 1926) - Laos, Vietnam;
- T. s. seimundi (Robinson, 1910) - penisola malese centro-meridionale.